# Barbus toppini
The East Coast Barb (Barbus toppini) là một loài cá vây tia trong họ Cyprinidae.
Nó được tìm thấy ở Kenya, Malawi, Tanzania, and Zimbabwe. Môi trường sống tự nhiên của nó là các con sông. It is not considered a threatened species by the IUCN.